# Tonight (canción de Jonas Brothers)
«Tonight» es el tercer sencillo de la banda de pop estadounidense Jonas Brothers de su tercer álbum de estudio, A Little Bit Longer. Impulsado por las descargas digitales, la canción debutó en el #8 en el Billboard Hot 100 el 7 de agosto de 2008. 

## Información general
La canción oficial de la única noticia fue confirmada en la 36.ª anual de American Music Awards. También realizó la canción más tarde esa noche durante el espectáculo. Ellos han confirmado que la filmación en vídeo de la música está completa y se enviará a la radio a principios de enero. La canción fue puesto en libertad el 4 de enero de 2009 y el video musical fue lanzado el 19 de enero de 2009.

## Video
El video de la canción fue estrenado a mediados de enero.El video trata simplemente de su película 3D en el cual se 
muestran imágenes de ellos cantando como su vida en las giras.Fue dirigido por Bruce Hendricks, quien es a la vez el director de su película 3D.

## Posicionamiento
| Listas (2009)          | Posiciones |
| ---------------------- | ---------- |
| Australia Top 100      | 97         |
| Canadá Hot 100         | 13         |
| U.S. Billboard Hot 100 | 8          |
| U.S. Billboard Pop 100 | 26         |

- Datos: Q1668225